# Intervention (bildende Kunst)
Eine Intervention in der Bildenden Kunst ist ein kommentierender Eingriff in ein bestehendes Kunstwerk, eine Sammlung oder in den öffentlichen Raum.

## Definition und Geschichte
Zu unterscheiden sind Interventionen in den Außenraum und in den Raum öffentlicher Institutionen wie Museen. Sie können, ähnlich wie die Performance, von temporärer Dauer sein. Doch gibt es auch dauerhaft zurückbleibende Eingriffe, etwa in Dauerausstellungen oder Architekturen. Interventionen gehören zur ortsspezifischen Kunst.
Interventionen kamen in den 1960er-Jahren auf und bezogen sich auf das veränderte Rollenverständnis der Künstlerin und des Künstlers als gesellschaftliche Reformer. Sie gehören in den Bereich der aktivistischen Kunst. In Anlehnung an die Intervention in der Politik zeigen interventionistische Praktiken "gesellschaftskritische Handlungsoptionen" auf. Kritisiert wird die Vereinnahmung des Begriffs in Guerilla Marketing und seine Institutionalisierung in der Kunstförderung, wodurch er sein subversives Potential zu verlieren drohe.
Die Intervention taucht in musealen Kontexten auf oder als Kunst im öffentlichen Raum. Bedeutende Vertreter sind Daniel Buren, Guerrilla Girls, Christian Hasucha, Gordon Matta-Clark, Pussy Riot, Fred Wilson, WochenKlausur.

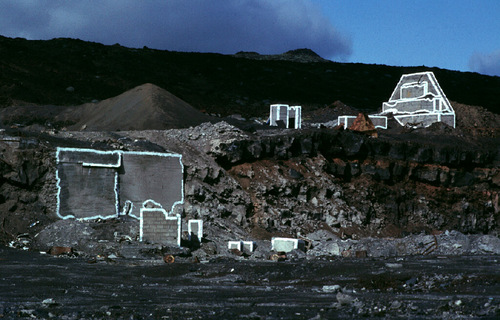
Eberhard Bosslet – Bauzeichnung La Restinga II, El Hierro, 1983
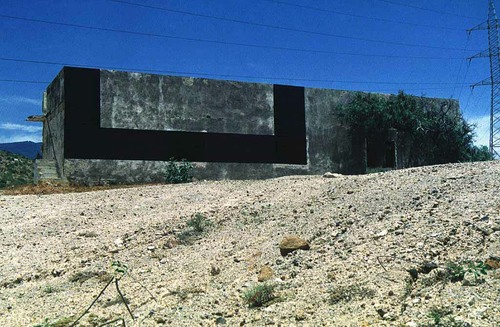
Eberhard Bosslet – Begleiterscheinung VII, Guimar, Teneriffa, 1990
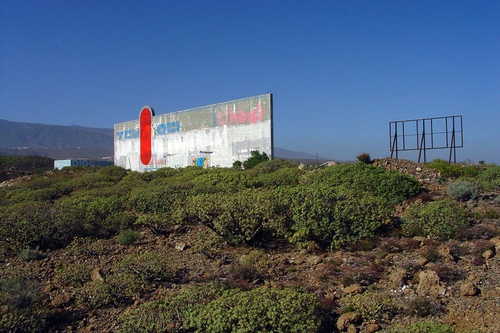
Eberhard Bosslet – Begleiterscheinung X, Tajao, Teneriffa, Südseite, 2006
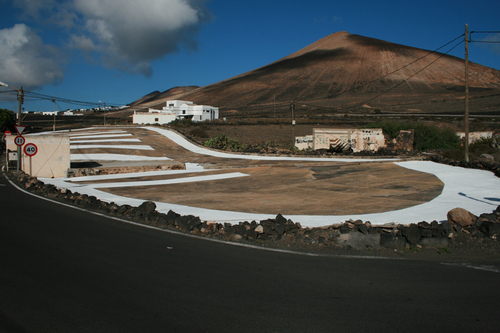
Eberhard Bosslet – Begleiterscheinung XI, Tias, Lanzarote, 2008
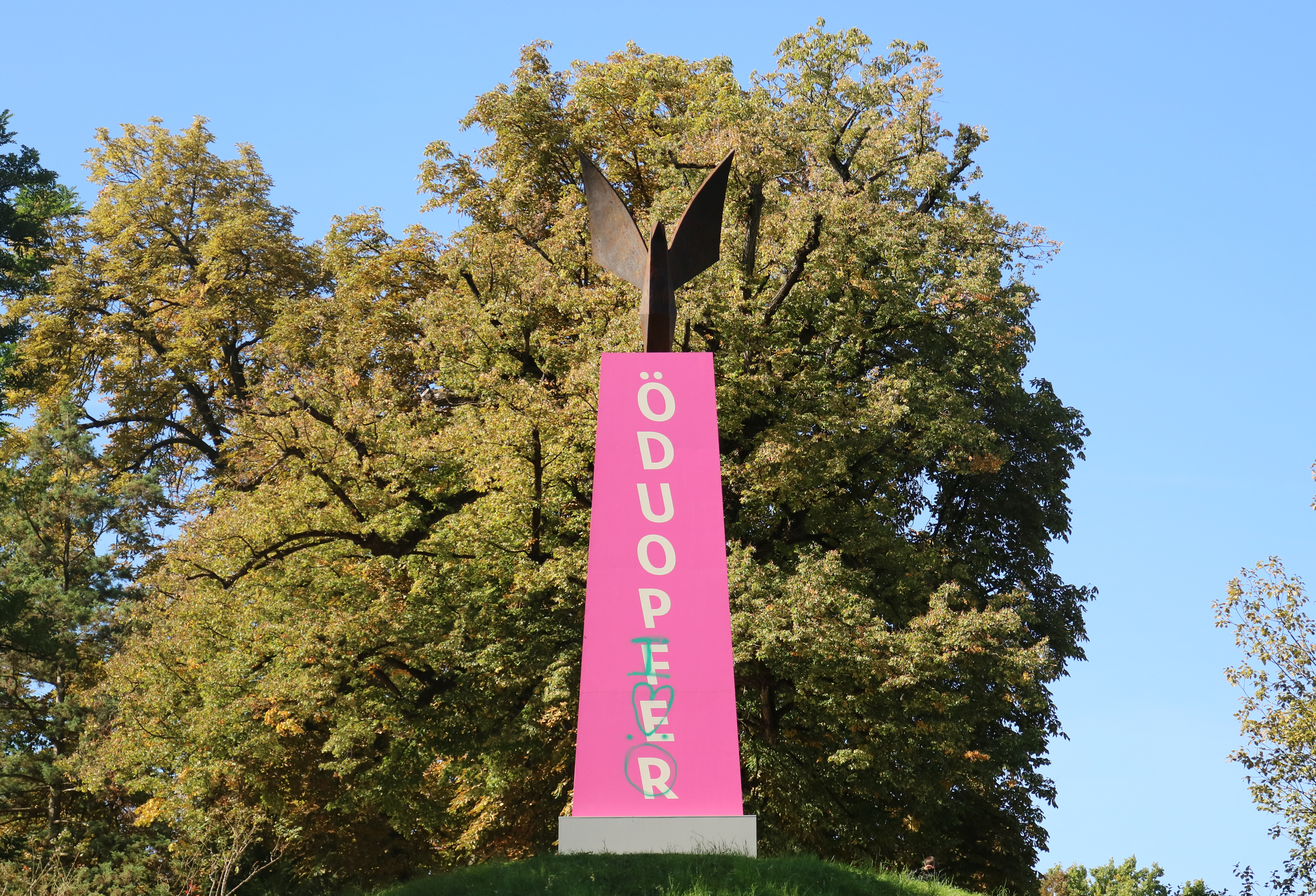
Eduard Freudmann – Monument to a myth, Graz, Österreich, 2019

## Museumsintervention
Eine Unterform ist die künstlerische Intervention in Museen. Hierunter wird die Einladung an Künstlerinnen und Künstler verstanden, mit spezifischen Beständen einer Museumssammlung zu arbeiten. Aus der Zusammenarbeit von Museum mit Künstlerinnen und Künstlern entstehen temporäre, manchmal dauerhafte Neuinszenierungen der Schauräume. Mit diesem Neuarrangement oder der Neugestaltung von Sammlungsräumen geht der Typus des Künstler-Kurators einher. Die Museumsintervention ist im Zuge der künstlerischen Kritik an den Institutionen seit den 1970er-Jahren sowie einer einsetzenden Selbstreflexion der Institutionen zu verorten.

### Kunstmuseen
1970 lud das Rhode Island School of Design Museum den Künstler Andy Warhol zu einer Beschäftigung mit dessen Beständen ein. Ergebnis war "Raid the Icebox 1". Statt Hauptwerke auszuwählen und hervorgehoben zu präsentieren, präsentierte Warhol eine eklektische Ansammlung ganzer Sammlungsbereiche des Museums. Dabei vermied er jegliche museale Konventionen und traditionelle Hängung nach Themen, Schulen oder Gattung. Gemälde hingen neben Objekten der sogenannten angewandten Künste, Originale neben Reproduktionen, Hochkunst und Pop vermengten sich. Das Display orientierte sich an den Depots von Kunstmuseen. Es folgten unter anderem die Ausstellungsreihe "The Artist's Eye" der National Gallery London (1989-heute) und "Artist's Choice" des Museum of Modern Art in New York.

### Kunstgewerbemuseen
In Europa experimentierte das Wiener Museum für angewandte Kunst (MAK) als eines der ersten Häuser mit dem Format einer dauerhaften künstlerischen Intervention in die Schausammlung. Zur Neueröffnung des MAK nach umfassender Generalsanierung im Jahr 1993 gestalteten zeitgenössische Künstler die Säle der Sammlungsbereiche neu. Die Objekte des Museums wurden von den beauftragten zeitgenössischen Künstlerinnen und Künstlern in Absprache mit den Kustodinnen und Kustoden ausgewählt. Die neuen Präsentationsformen entfachten einen Dialog zwischen Gegenwartskunst und den Künsten aus früheren Epochen. Durch die Displays griffen sie Wertzuschreibungen zwischen angewandter und bildender Kunst kommentierend auf, kritisierten Geschlechterstereotype oder Fortschrittsnarrative.
- Günther Förg, Romanik-Gotik-Renaissance, 1993: farbige Fassung der Wände, Neugestaltung der Vitrinen
- Donald Judd, Barock-Rokoko-Klassizismus, 1993: Raum-in-Raum-Lösung für das Dubsky-Porzellankabinett und Vitrine für den Zwettler Tafelaufsatz
- Franz Graf: Renaissance-Barock-Rokoko, 1993
- Jenny Holzer: Empire-Biedermeier, 1993: Aluminiumsofa nach dem Original von Josef Danhauser, Neon-Schriftbänder unterhalb der Decke. In einem zur Eröffnung veröffentlichten Text beschreibt sie ihre Tätigkeit ironisch: "Ausserdem arrangierte ich die Möbel, das Silber, Glas und Porzellan, wie jede gute Hausfrau es tut."[9] (Jenny Holzer, 1993)
- Barbara Bloom: Historismus-Jugendstil, 1993: Schattenprojektion und Neu-Präsentation der Thonet-Stühle, aufgereiht wie in einem Warenhaus.
- Heimo Zobernig: Wiener Werkstätte, 1993: Wandgalerie für das Archiv der Wiener Werkstätte, farbige Fassung der Wände
- Gangart: Orient, 1993: Hängung und Legung der Teppiche auf senk- und waagrechten Präsentationsfläche

Zu einem späteren Zeitpunkt hinzu kam: Tadashi Kawamata, Asien, 2014. Nicht alle Raumkonzeptionen haben sich bis heute erhalten.

### Ethnologische Museen
Seit den 2000er-Jahren wird eine umfassende Erneuerung der ethnologischen Museen angestossen, dabei die Forderungen und Debatten der postkolonialen Theorie aufgreifend. Eine beliebte kuratorische Strategie ist es, Künstlerinnen und Künstler für diese institutionelle Neuausrichtung zu gewinnen und sie mit dem Problematisieren institutioneller Ausschlussmechanismen zu beauftragen. In temporären Interventionen erhalten Künstlerinnen und Künstler Gastaufenthalte, um an den Beständen die rassistische Sammlungs- und Repräsentationspolitik der Institution aufzuzeigen, problematische Provenienz- und Erwerbungsgeschichten ans Licht zu bringen oder die Rückführung von menschlichen Körpern aus Kolonialzusammenhängen zu fordern. Die Entscheidung der ethnologischen Museen für das Format der Museumsintervention wird debattiert: Auf diese Weise würden institutionelle Verantwortlichkeiten outgesourct, mit denen die Häuser selbst umzugehen hätten.